# Syndafallet

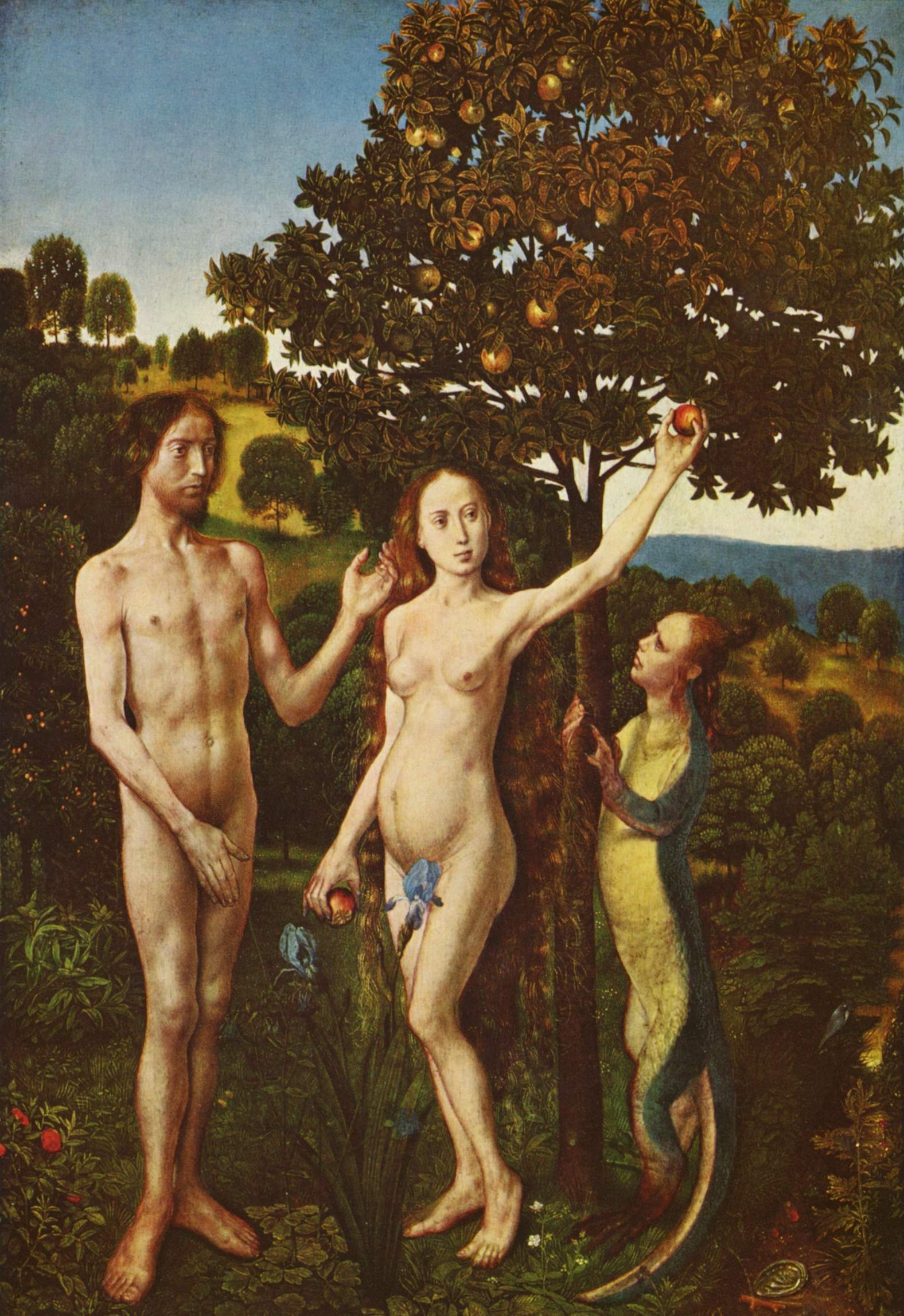
Syndafallet
målning av Hugo van der Goes (1470).

Syndafallet är en mytologisk händelse inom de abrahamitiska religionerna och ett moraliskt begrepp inom den kristna tron. Där syftar det på händelsen i skapelseberättelsen om hur och varför de första människorna Adam och Eva fördrevs från Edens trädgård. Händelsen tolkas på olika sätt mellan och inom de abrahamitiska religionerna.

## Berättelse

### Första Mosebok
Berättelsen om syndafallet återberättas i Första Mosebok, den första boken i såväl Tanachs Torah som Bibelns Gamla Testamentet. Där beskrivs hur Gud skapade människan av jord från marken och blåste liv genom hennes näsborrar, så att hon blev en levande varelse. Österut, i trädgården Eden, sattes människan av Gud för att odla marken. I trädgården växte alla slags träd, sådana som var ljuvliga att se på och goda att äta av. Mitt i trädgården växte Livets träd och Trädet som ger kunskap om gott och ont (Kunskapens träd). 
Till människan sade Gud att hon fick äta av alla träd i trädgården utom av trädet som ger kunskap om gott och ont. Den dag människan åt av det trädet skulle hon dö.
Ormen, som var det listigaste djuret som guden hade skapat, övertalade kvinnan att smaka på frukten från kunskapens träd och sa: "Ni kommer visst inte att dö. Men Gud vet att den dag ni äter av frukten öppnas era ögon, och ni blir som gudar med kunskap om gott och ont."
Kvinnan tog av frukten och åt och gav även åt mannen, som var med henne, och han åt också. När Gud sedan kom till trädgården sprang Adam och Eva och gömde sig för att de var nakna. Gud förstod då att de hade fått den insikten genom att ha ätit av frukt från Kunskapens träd. Mannen skyllde på kvinnan och kvinnan skyllde på Ormen.

#### Brottet
Ormen förledde Eva till att äta från Kunskapens träd och att även ge Adam en av frukterna. Därmed bröt människan mot guden Jahves förbud att äta av detta träd och straffades för sin olydnad. Med syndafallet förklarar Bibeln syndens och dödens uppkomst. Berättelsen har paralleller i de myter om ett ursprungligt tabubrott, som finns inom olika kulturer och som förklarar människans situation i världen.

#### Straffet
Konsekvenserna av denna olydnad, det så kallade syndafallet, blev en bestraffning från Gud: 
- Kvinnan bestraffades med att havandeskapet skulle bli mödosamt, födseln smärtsam, hon skulle åtrå sin man och han skulle råda över henne.
- Mannen bestraffades genom att marken förbannades för hans skull, han skulle få hämta näring från den så länge han levde, få törne och tistel och tvingas slita i sitt anletes svett för att få bröd.
- Ormen bestraffades genom att stötas ut från boskapen och tvingas kräla på marken på buken och äta jord och Gud väckte fiendskap mellan kvinnan och ormen.
- För att förhindra människan från att äta av frukt från Livets träd och därmed leva för alltid, förvisade Gud dessutom människan från Edens trädgård.  För att vakta vägen till Livets träd öster om Eden, satte han ut keruber och ”det ljungande svärdet”.

### Koranen
I Koranen återfinns berättelsen om syndafallet på flera ställen, surorna 2, 7 och 20. Gud sade till änglarna att han skulle skapa människan som Guds utvalda ställföreträdare på jorden. Änglarna ifrågasatte att han skulle skapa något med fri vilja, som kunde välja att inte lyda. Gud beordrade änglarna att knäböja inför Adam för att därmed visa sin respekt, vilket alla gjorde utom Iblis, Satan, som tyckte att han var förmer än Adam och som därför förbannades. Iblis svor att hämnas och vilseleda Adam och hans avkomma. Han lurade Adam och hans hustru att äta av frukten från det eviga livets träd, det träd som Gud hade förbjudit dem att gå nära. När de smakat av trädets frukt märkte de att de var nakna och började sätta samman paradisets blad att skyla sig med. Adam bad ångerfullt Gud om förlåtelse vilken han också fick då han erkände sitt misstag. På grund av deras olydnad togs de ut ur paradiset och ner på jorden där de och deras barn tvingas vistas till domedagen.

### Andra traditioner
- Inom gnosticismen hyllas ormen för att den skänker kunskap till Adam och Eva eftersom det befriar dem från Demiurgen. Demiurgen förvisade Adam och Eva eftersom människan nu utgjorde ett hot.

- Inom den antika grekiska mytologin finns det liknelser mellan Eden och Guldåldern och syndafallet. Människan var odödlig under guldåldern, tills den listige  Prometheus gav människan kunskapen om elden för att klara kylan. Gudarna straffade människan genom att tillåta den första kvinnan Pandoras nyfikenhet att öppna asken som innehöll ondskan. Därmed spreds död, sorg och pina till jorden som straff för hennes nyfikenhet.

- Enligt Zoroastrianism, skapas människan med kraften att motstå förfall och förstörelse genom goda tankar, ord och gärningar. Varje misslyckande att motstå detta leder till olycka för individen och individens familj. Samma moral återfinns i flera av berättelserna i Shahnameh som innehåller de viktigaste texterna i persisk mytologi.

## Tolkningar

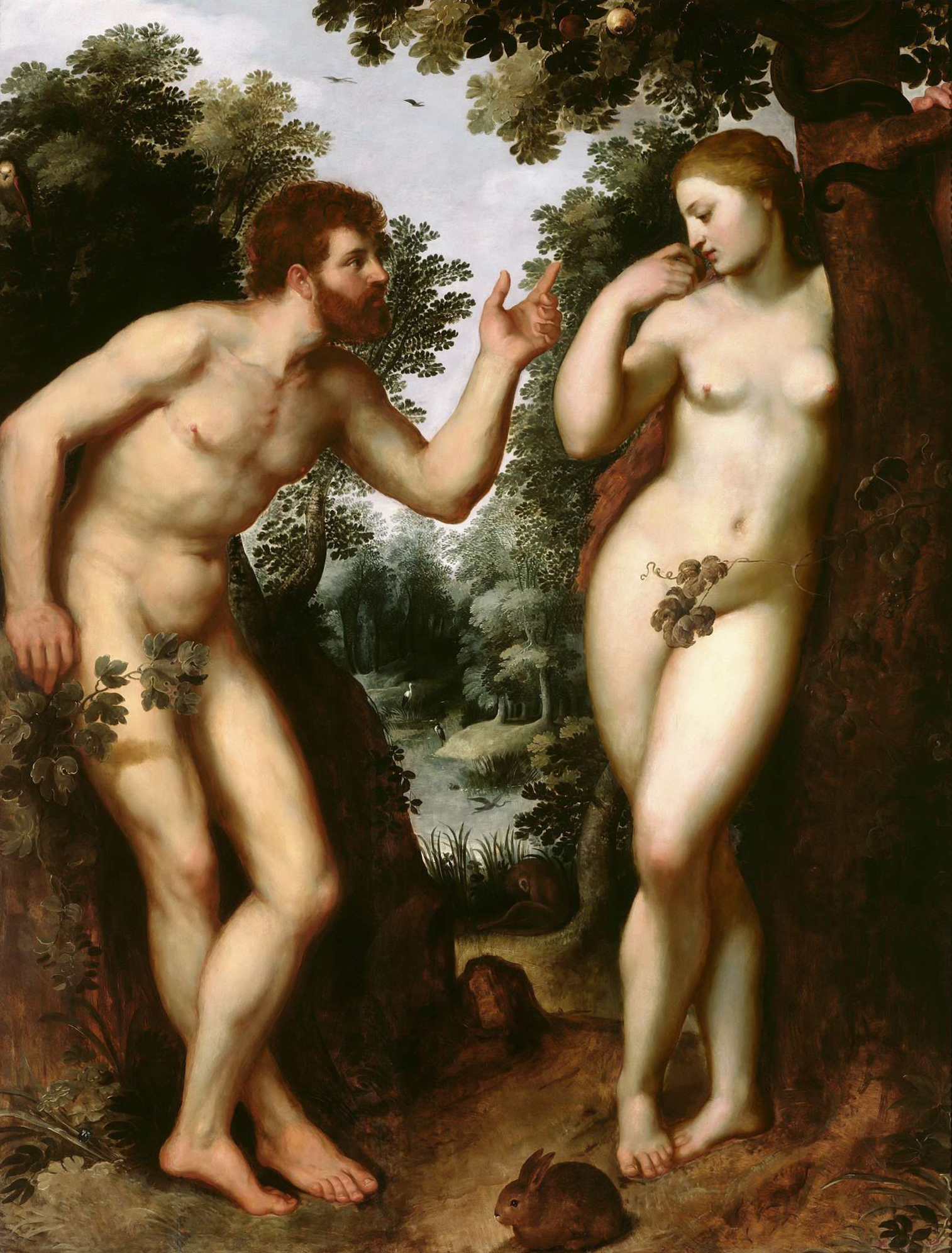
Adam och Eva, Peter Paul Rubens

### Judendom och Islam
Judendomen och Islam betraktar syndafallet som en historisk berättelse. Syndafallet och Adam och Evas olydnad var förutbestämt, och därmed känt, av Gud redan innan de skapats. Syndafallet medför därför ingen teologisk innebörd eller konsekvens. Förändringen gäller endast människans tillstånd och miljö, men människan förändras inte. På grund av Adams handlingar förflyttas Adam och Eva från paradiset, tvingas arbeta, uppleva smärta vid barnafödande och dö. Trots det såg Gud till att de gudfruktiga som hedrar Gud och följer Guds lag belönas, medan de som handlar felaktigt straffas.

### Kristendom
Kristendomen har ingen enhetlig tolkning. Traditionell kristen teologi följer Paulus lära i Romarbrevet 3:23 och Johannesevangeliet 3:16 om arvsynden som den beskrevs av kyrkofadern Augustinus. Det vill säga att från Adam ärvs döden och synden och Jesus död på korset och tron på Jesus kan befria människan från synd och ge evigt liv.
Enligt traditionen är ormen som beskrivs i Första Moseboken Satan förkroppsligad. Det härleds ur en text i Uppenbarelseboken 20:2 som beskriver Satan och Djävulen som en drake och urtidsorm.